# Amada Gouldové
Amada Gouldové (Erythrura gouldiae nebo Chloebia gouldiae, často též nesprávně amadina Gouldové) je druh ptáka, který se řadí mezi astrildovité ptáky a pochází ze severní tropické Austrálie. Amada Gouldové byla pojmenována anglickým cestovatelem a ornitologem Johnem Gouldem podle jeho ženy Elizabeth, která byla údajně stejně krásná a fascinující jako tito ptáci.

## Popis

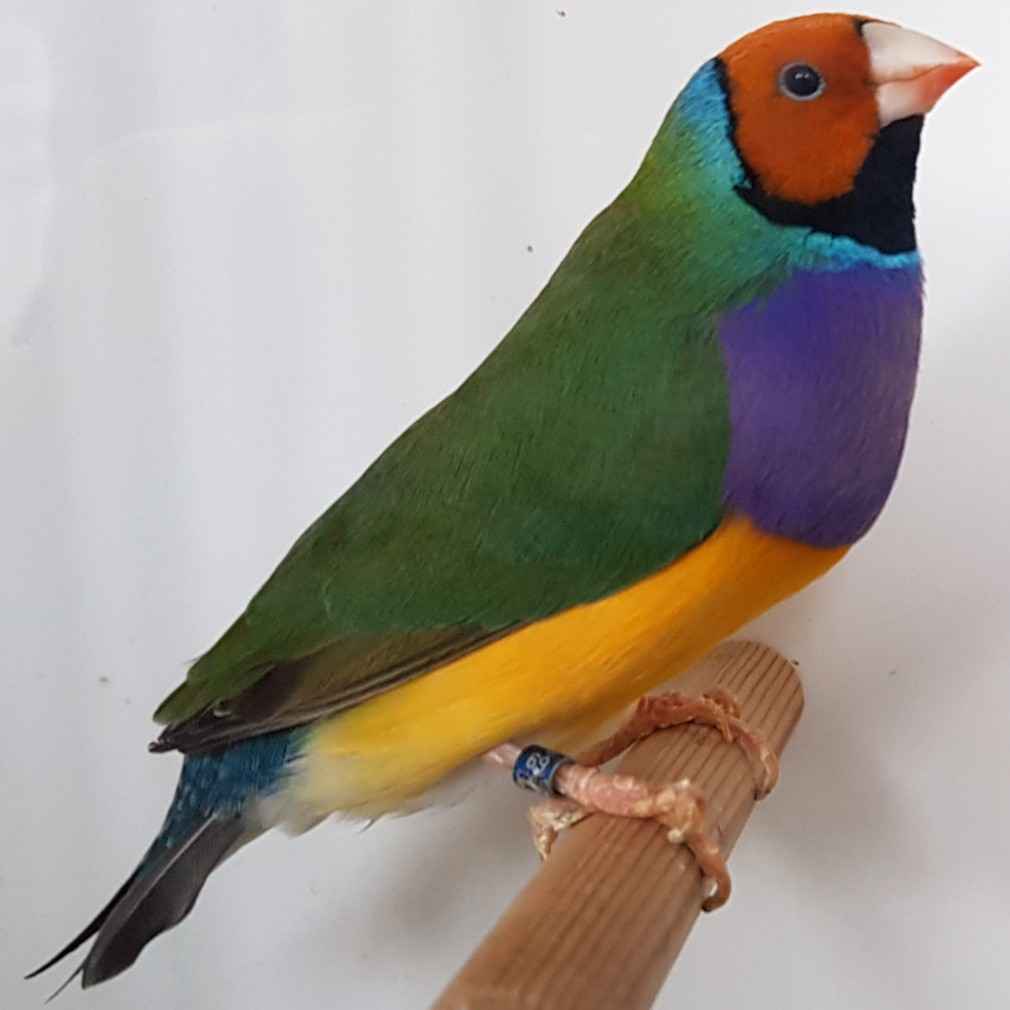
Červenohlavá forma, samice

Amady Gouldové vytvářejí pestrou paletu barevných mutací, kvůli kterým je o ně stále velký zájem. Jsou zpravidla 13 cm dlouhé a v přírodě se vyskytují ve třech barvených formách:
- černohlavá,
- červenohlavá,
- žlutohlavá (oranžovohlavá).

V přírodě se nejčastěji vyskytují černohlaví ptáci, méně červenohlaví (asi 3:1). Nejvzácnější je žlutohlavá variace, kdy na 5000 ks černo a červenohlavých ptáků připadá jeden žlutohlavý jedinec.

## Výskyt
Amady Gouldové se vyskytují v severní části Austrálie. Jejich biotopem jsou teplé, suché savany. Vyhýbají se zalesněným areálům. Na těchto savanách vystupují denní teploty v létě na 40-47 °C. Noční teplota pouze sporadicky poklesne pod 20 °C. V období dešťů, kdy teploty dosahují 30-35 °C, migrují ptáci více k jihu, do vnitrozemí, v době sucha se stěhují na sever.

## Ekologie
V době hnízdění se ptáci zdržují v párech nebo menších, snad rodinných, skupinkách. Po vyhnízdění tvoří hejna, která pak migrují za vodou a potravou. Tou jsou z převážné části drobná semena trav (Sorgum, Panicum, Eriachne, Eragostris). V době odchovu mláďat tvoří podstatný díl potravy hmyz, především termiti. Hnízdění probíhá od prosince do dubna. Hnízda si staví v dutinách stromů, termitištích, hnízdech jiných ptáků (papoušků), vzácněji v hustém křoví nebo vysoké trávě. Klenba hnízda je velmi neumělá, jakoby pouze naznačená.
K úspěšné výchově mláďat používá mnoho chovatelů chůvičky. Gouldy jsou náchylné na vzdušné roztoče a drobné parazity přenášející se vzduchem, které napadají dýchací cesty.
Inkubační doba vajec je 14 dní, přičemž vylíhlá mláďata opouští hnízdo po 21 dnech. Amada Gouldové snáší přibližně 4-5 vajec v jedné snůšce.

## Zajímavosti
- Americká společnost ViewSonic, která se zabývá výrobou monitorů a počítačových komponent, má ve svém logu tři amady Gouldové.
- Ve filmu Batman se vrací z roku 1992 sní Catwoman jednu amadu Gouldové.